# The Animals
The Animals var ett rockband aktivt på 1960-talet. Gruppen bildades i Newcastle-upon-Tyne, Storbritannien år 1962 och kom att ha stor betydelse för british invasion-fenomenet. Chas Chandler, gruppens basist, blev senare manager för bland annat Slade och Jimi Hendrix då han satte samman hans grupp The Jimi Hendrix Experience. The Animals invaldes i Rock and Roll Hall of Fame år 1994.

## Historia
Gruppen bestod ursprungligen av Eric Burdon (sång), Hilton Valentine (gitarr), Alan Price (orgel), Chas Chandler (basgitarr) och John Steel (trummor). Medlemmarna hade spelat tillsammans i ungefär två år som The Kansas Five. 1964 tog man namnet The Animals. Samma år hade gruppen fått kontrakt på skivbolaget EMI, och man släppte kort efter det sin första singel, "Baby, Let Me Take You Home" vilken nådde övre regionen på Englandslistan. Den var en tolkning av Eric Von Schmidt's "Baby, Let Me Follow You Down" (alt. "Baby, Let Me Lay It On You"). Nästa singel släpptes sommaren samma år och var en version av traditionella sången " House of the Rising Sun". Gruppen piffade upp sången med gitarr och keyboard och Eric Burdon sjöng med en ylande vild röst. Detta blev gruppens genombrott och var en stor internationell hit. Den toppade både Englandslistan och billboardlistan och det är nog i första hand denna låt man tänker på när man talar om the Animals.
Nästa stora hit kom på våren 1965, en cover av Nina Simones "Don't Let Me Be Misunderstood". På våren släppte de ännu en cover, denna gång på Sam Cookes "Bring It On Home to Me". Animals toppade Kvällstoppen i Sverige med den låten. Sommaren samma år släpptes "We Gotta Get Out of This Place". Nästan direkt efter att den singeln släppts lämnade organisten Alan Price gruppen. Detta var officiellt för flygskräck, men vissa källor säger att rivalitet om ledarplatsen i gruppen uppstått mellan Burdon och Price. Han ersattes med Dave Rowberry som hade ett förflutet i olika jazz och blues-band. Alan Price bildade kort efter Alan Price Set. På hösten släpptes nästa singel, "It's My Life" som liksom de ovan nämnda låtarna blev en brittisk topp-10 hit.
Gruppen ogillade dock materialet de fick av sin producent att spela in. Man poängterade allt mer att detta nog var något för kommersiellt för gruppmedlemmarnas smak. På grund av detta bytte de både producent och skivbolag. Nu gavs gruppens skivor ut på Decca i stället.
Tre originalmedlemmar lämnade samma år gruppen. Först ut var trummisen John Steel. Barry Jenkins ersatte honom tidigt 1966. Gruppen hade sedan ytterligare två brittiska hits det året; "Inside-Looking Out" och "Don't Bring Me Down" samt en i USA med en version av "See See Rider". Chandler lämnade gruppen efter inspelningen av "Don't Bring Me Down" och inte långt efteråt försvann även Valentine. Nu var det bara Eric Burdon kvar av originaluppsättningen.

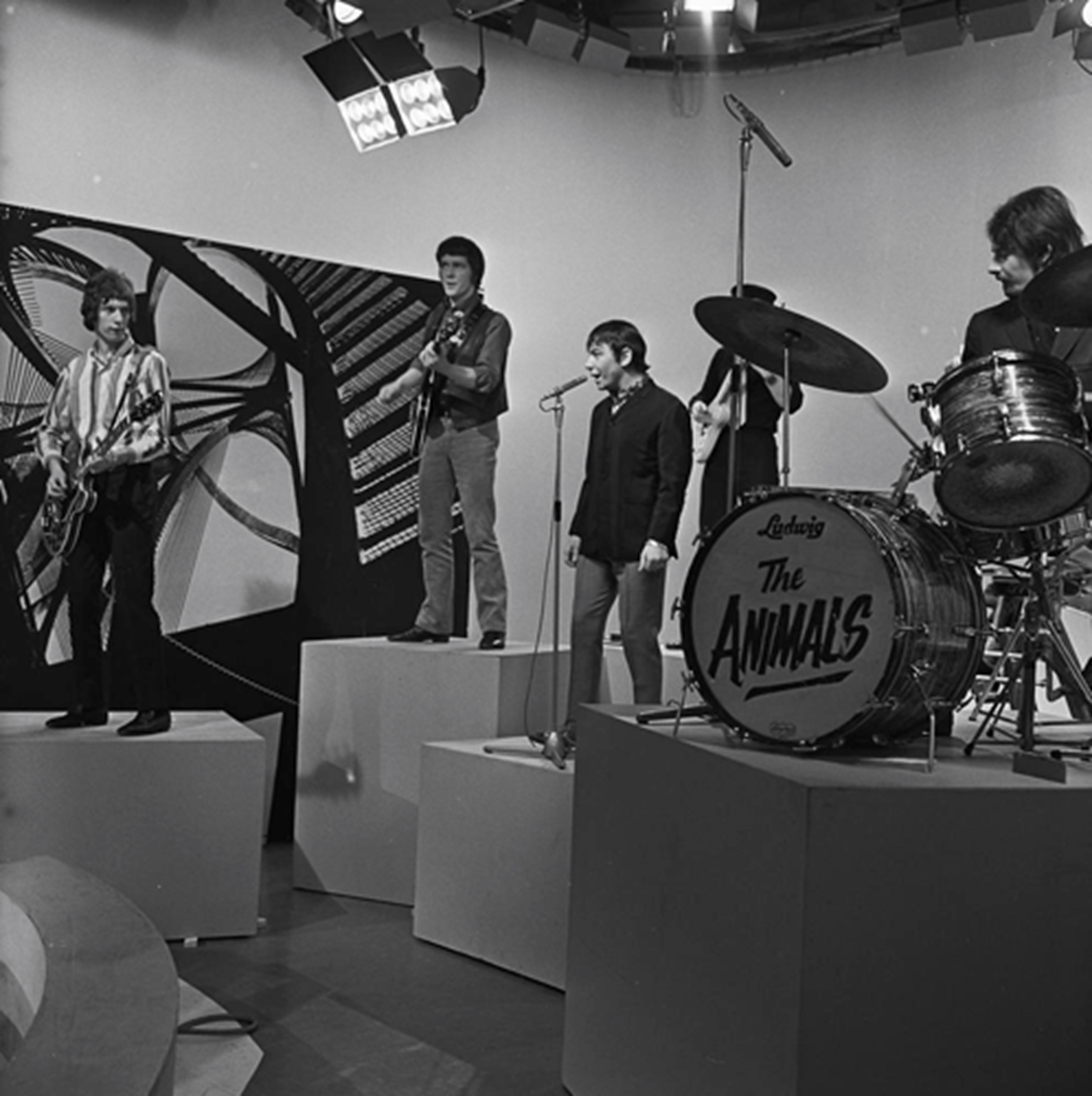
Eric Burdon & The Animals (1967)

Burdon skapade nu det nya Animals som fick namnet Eric Burdon and the Animals. Detta markerade en vändning i gruppens musik. Burdon utvecklade nu en slags "psykedelisk blues". Gruppen bytte också skivbolag igen. Den här versionen av gruppen, vilken bestod av Burdon, Jenkins, John Weider (gitarr/fiol), Vic Briggs (gitarr/piano) och Danny McCulloch (basgitarr) fick större framgångar i USA än på hemmaplan (tidigare hade det varit tvärtom). Singeln "San Franciscan Nights", vilken hyllade livet i San Francisco, var deras första hit och deras största hit i USA sedan "House of the Rising Sun". Tre hits till blev det; "Good Times", "Monterey" och antikrigslåten "Sky Pilot". År 1969, efter en mindre listframgång i USA med en psykedelisk version av Johnny Cashs "Ring of Fire", var Animals totalt upplöst och Burdon hoppade in i den amerikanska musikgruppen War.
En återförening av The Animals originalinkarnation skedde sent 1975 vilket ledde till några konserter 1976, samt studioalbumet Before We Were So Rudely Interrupted 1977. Ytterligare en återförening ägde rum 1983, vilken höll i sig till 1984 och resulterade i albumet Ark. 1996 avled Chas Chandler och sedan dess är det främst trummisen John Steel som uppträtt under namnet The Animals, dock oftast utan några andra av originalmedlemmarna. Hilton Valentine spelade dock med Steel åren 1994–2001. Eric Burdon som även han fortsatt uppträda med andra musiker hamnade sedermera i en namndispyt med Steel som hävdade rätten till gruppnamnet The Animals. Det hävdades att Burdon redan 1967 gett upp rättigheterna i och med att han kallade sin grupp Eric Burdon and the Animals. 2013 slogs dock fast att Burdon trots allt hade rätt att använda namnet The Animals när han uppträder.

## Medlemmar
- Eric Burdon – sång (1963–1968, 1975–1976, 1983)
- Hilton Valentine – gitarr, bakgrundssång (1963–1966, 1975–1976, 1983; död 2021)
- Chas Chandler – bas, sång (1963–1966, 1975–1976, 1983; död 1996)
- Alan Price – klaviatur, bakgrundssång (1963–1965, 1975–1976, 1983)
- John Steel – trummor (1963–1966, 1975–1976, 1983)
- Mick Gallagher – keyboard (1965)
- Dave Rowberry – klaviatur, sång (1965–1966; död 2003)
- Barry Jenkins – trummor, bakgrundssång (1966–1968)
- John Weider – gitarr, bas, violin, bakgrundssång (1966–1968)
- Vic Briggs – gitarr, piano (1966–1968; död 2021)
- Danny McCulloch – bas (1966–1968, död 2015)
- Zoot Money – klaviatur, bas, sång (1968, 1983)
- Andy Summers – bas, gitarr, bakgrundssång (1968)
- Steve Grant – gitarr, synthesizer, bakgrundssång (1983)
- Steve Gregory – saxofoner (1983)
- Nippy Noya – slagverk (1983)

## Diskografi
- The Animals (1964; US) / The Animals (1964; UK)
- The Animals on Tour (1965; US)
- Animal Tracks (1965; UK) / Animal Tracks (1965; US)
- Animalisms (1966; UK) / Animalization (1966; US)
- Animalism (1966; US)

Som Eric Burdon and the Animals
- Eric Is Here (1967; US)
- Winds of Change (1967)
- The Twain Shall Meet (1968)
- Every One of Us (1968; US)
- Love Is (1968)

Som the Animals
- Before We Were So Rudely Interrupted (1977)
- Ark (1983)